# Cateura
Cateura é um bairro da cidade de Assunção, no Paraguai, construído sobre um aterro sanitário. A sua população é de aproximadamente 10.000, sendo um bairro pobre e parcialmente inseguro da região de Bañado Sur.